# Tyranneau à tête noire
Tyranniscus nigrocapillus
Espèce
Statut de conservation UICN

 LC  : Préoccupation mineure
Le Tyranneau à tête noire (Tyranniscus nigrocapillus) est une espèce de passereau placée dans la famille des Tyrannidae.

## Répartition
Son aire s'étend à travers les Andes boréales.